# Estación 25 de Mayo
25 de Mayo es una estación ferroviaria, ubicada en la ciudad de Veinticinco de Mayo, partido homónimo, provincia de Buenos Aires, Argentina.
Pertenece al Ferrocarril General Roca de la red ferroviaria argentina, en el ramal que une la estación Empalme Lobos y Carhué.

## Ubicación
Se encuentra ubicada a 205 km al sudoeste de la estación Constitución.

## Servicios
La estación dejó de prestar servicios el 30 de junio de 2016 debido a la suspensión de los mismos por parte de la empresa Ferrobaires.
Se está proyectando la restitución de un servicio local con una formación de la empresa TecnoTren para una futura llegada a la localidad de 25 de Mayo.
El nuevo recorrido sería desde la Estación Empalme Lobos hasta la Estación 25 de Mayo haciendo parada en Antonio Carboni, Elvira, Ernestina, Pedernales, Norberto de la Riestra y Martín Berraondo.
La empresa Trenes Argentinos Cargas se hizo cargo de la traza ferroviaria hasta Bolívar retirándole el uso de vía a Ferroexpreso Pampeano S.A. y Ferrosur Roca.